# 용왕

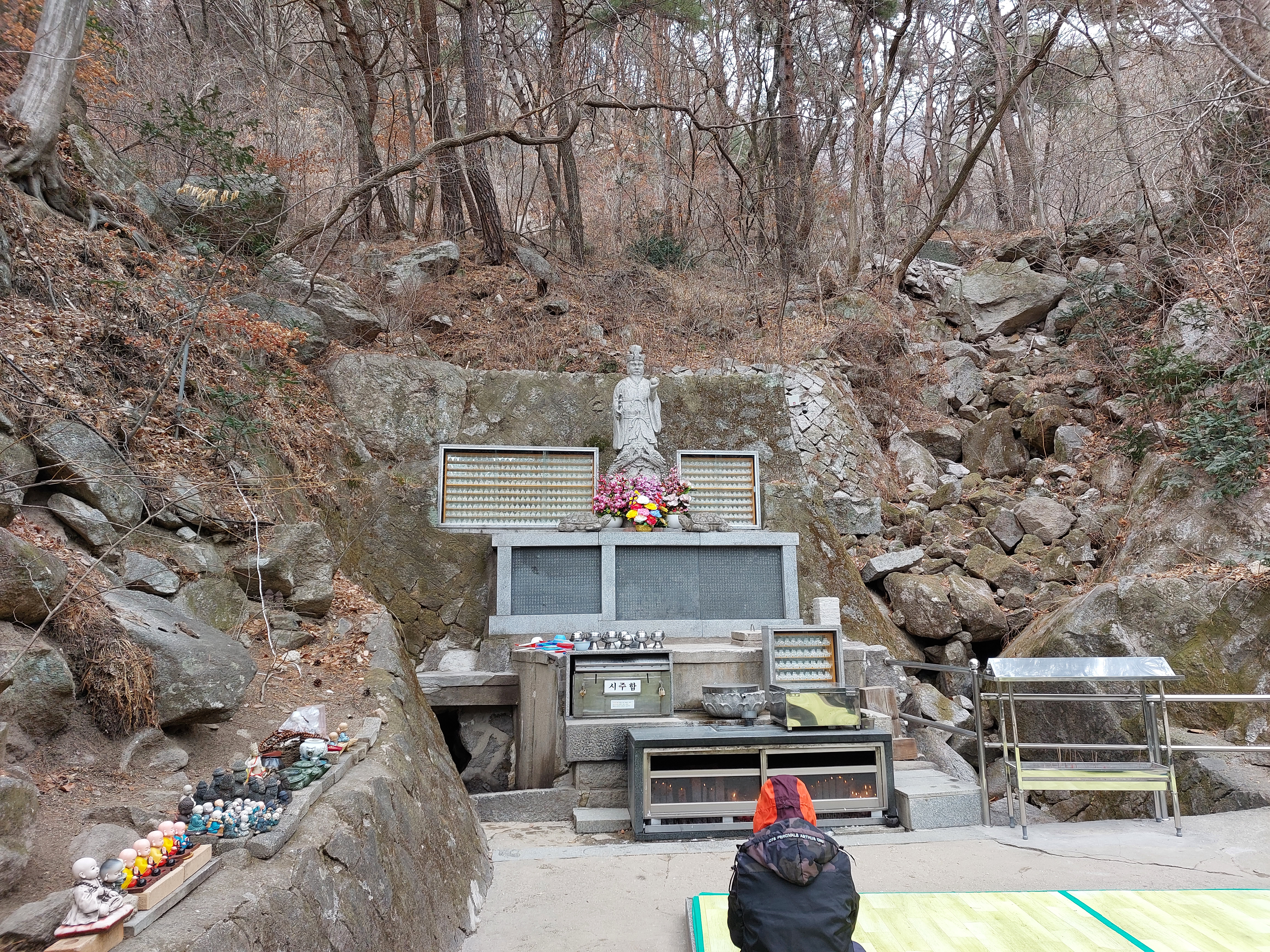
대구광역시 팔공산 관암사 용왕당

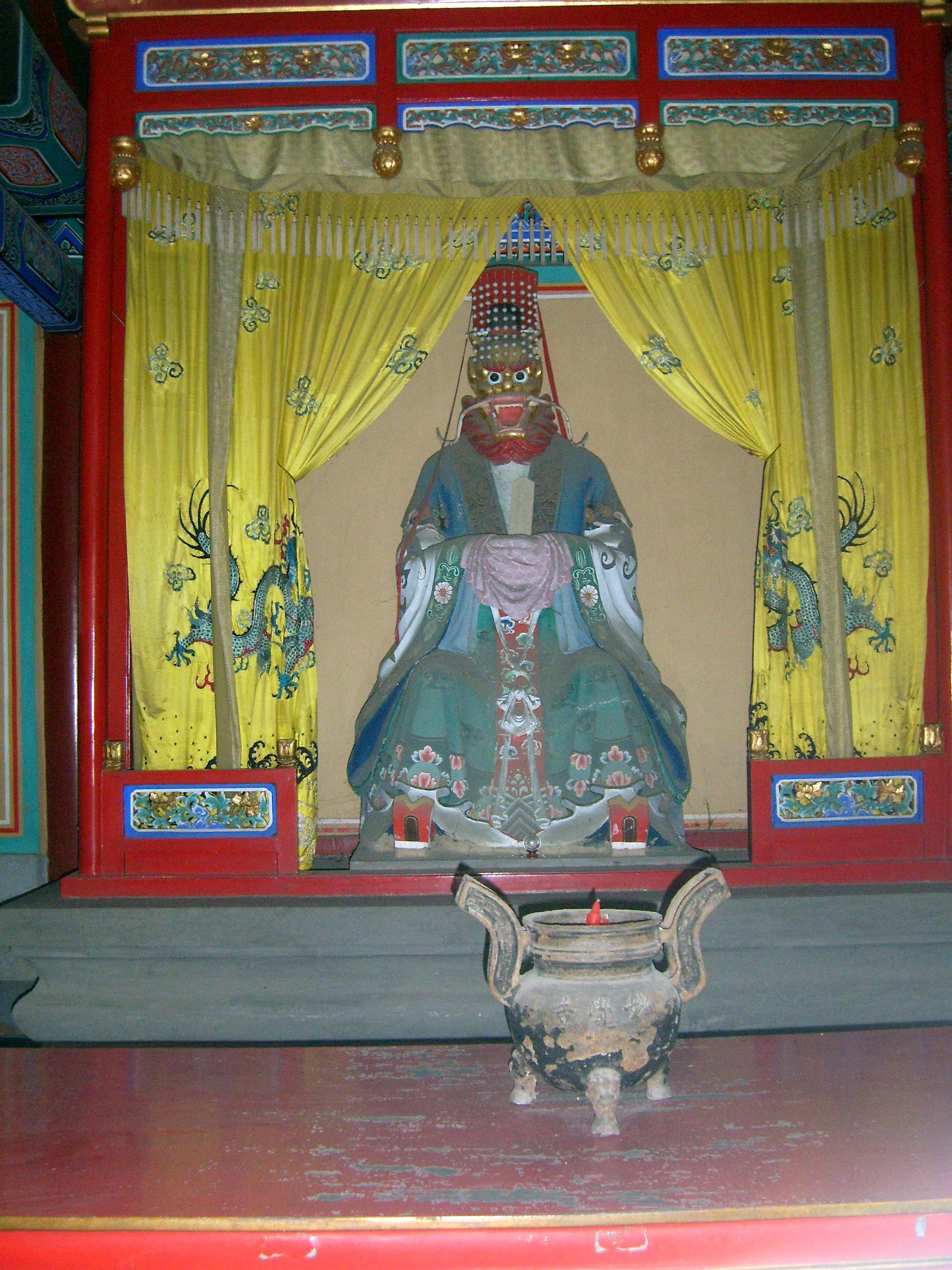
중국 베이징에 위치한 용왕사당

용왕(龍王, 문화어: 룡왕, 산스크리트어: नागराज 나가라자)은 힌두교와 불교의 나가라자에서 유래되어 중국의 도교와 한국의 무속신앙에서 숭배하는 바다의 신이다. 한국과 중국 뿐만 아니라 일본, 베트남 등에서도 신앙의 대상으로 여긴다.
중국 사방의 바다를 지키는 용왕을 사해용왕(四海龍王)이라 하는데, 동해용왕은 청룡(靑龍)인 창녕덕왕(滄寧德王) 오광(敖光), 남해용왕은 적룡(赤龍)인 적안홍성제왕(赤安洪聖濟王) 오윤(敖潤), 서해용왕은 백룡(白龍)인 소청윤왕(素淸潤王) 오흠(敖欽), 북해용왕은 흑룡(黑龍)인 완순택왕(浣旬澤王) 오순(敖順)이라 불렀다.
한국에서는 민간신앙에서 숭배하는 신이였으며, 불교가 한국에 전래되자 불교에 흡수되어 불교의 호법신의 역할을 한다. 한국의 일부 사찰에는 용왕각이 있기도 한다.

## 용왕이 등장하는 작품
- 별주부전
- 심청전
- 용궁부연록(김시습, 유응부《금오신화》)
- 마법천자문

## 같이 보기
- 용
- 나가
- 포세이돈
- 산신

## 목록
- 셰사
- 탁샤카
- 바수키
- 아슈와세나
- 쿨리카
- 무찰린다